# Кларнет д’амур
Кларнет д’амур (итал. clarinetto d'amore, фр. clarinette d'amour, букв. «кларнет любви») — деревянный духовой музыкальный инструмент, редкая разновидность кларнета, использовавшаяся во второй половине XVIII — начале XIX века.
Подобно видовому инструменту, кларнет д’амур имел одинарную трость и цилиндрическую трубку, однако ширина этой трубки была меньше, чем у обычного кларнета, звуковые отверстия также были более узкими. Кроме того, часть трубки, к которой прикреплялся мундштук, была слегка изогнута для компактности (корпус кларнета д’амур длиннее, чем у кларнета). Наконец, отличительной чертой инструмента был раструб грушеобразной формы (как у английского рожка). Все эти черты придавали инструменту особое мягкое звучание, за которое он и получил своё название. Кларнет д’амур предназначался для исполнения звуков более низких, чем были доступны обычному кларнету, и обычно настраивался in G (в строе соль; встречались также модели in As и in F), то есть звучал на малую терцию ниже кларнета in B.
На основе кларнета д’амур музыкальные мастера к концу XVIII века сконструировали бассетгорн — инструмент технически более совершенный и быстро набравший популярность. Именно из-за появления бассетгорна кларнет д’амур в начале XIX века вышел из музыкальной практики. В настоящее время такие инструменты не изготавливаются, а несколько экземпляров старинных кларнетов д’амур можно видеть в музеях музыкальных инструментов.

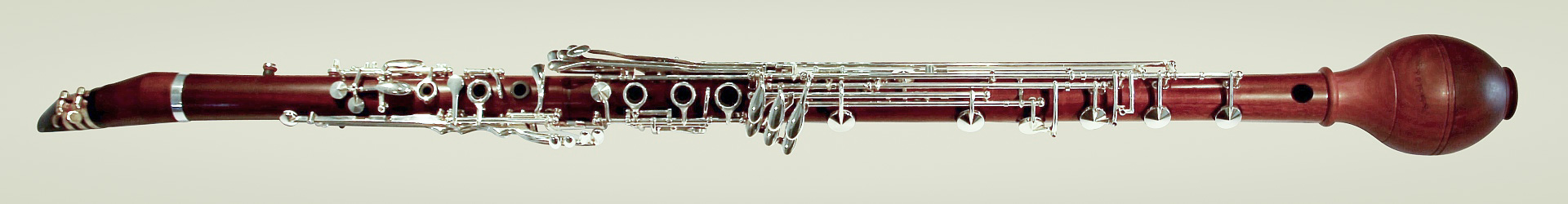
Современный кларнет d'amore, построенный Schwenk & Seggelke, Бамберг; по заказу Ричарда Хейнса